# Prival'noe
Prival'noe är en sjö i Antarktis. Den ligger i Östantarktis. Norge gör anspråk på området. Prival'noe ligger 39 meter över havet.